# Margaret Pleasant Douroux
Pour les articles homonymes, voir Douroux.
Margaret Pleasant Douroux, née le 21 mars 1941 à Los Angeles, est une historienne, interprète et auteure-compositrice américaine de musique gospel.

## Biographie
Margaret Pleasant Douroux naît le 21 mars 1941 à Los Angeles.
Elle acquiert une grande partie de sa formation musicale religieuse dans l'orchestre de son père, Earl, un chanteur de gospel. Elle est également très influencée par ses contacts avec Frazier et Lightner, qui travaillent tous deux comme musiciens à Mount Moriah.
Élevée dans le système scolaire public de Los Angeles, elle obtient des diplômes de l'université d'État de Californie et de l'université de Californie du Sud avant de décrocher un doctorat à l'université de Beverly Hills.
Elle fonde la Heritage Music Foundation, dont elle est la directrice générale, et qui cherche à établir une maison et un musée permanents pour la musique gospel.
Artiste discographique chevronnée, elle anime des ateliers de musique gospel à travers les États-Unis et l'Europe et écrit plus de 100 chansons gospel.
Donne-moi un cœur pur (Give Me A Clean Heart), est l'une de ses chansons les plus connues.